# Miguel Martinez
Miguel Martinez, född den 17 januari 1976 i Nièvre i Frankrike, är en fransk tävlingscyklist som tog OS-brons i mountainbike vid olympiska sommarspelen 1996 i Atlanta och fyra år senare i Sydney tog han guld i samma disciplin.